# Загаров Олександр Леонідович
Олекса́ндр Леоні́дович Зага́ров  (справжнє прізвище Фессінг; * 5 (17) січня 1877, Єлисаветград, нині Кропивницький — † 12 листопада 1941, Саратов) — російський і український актор та режисер. Заслужений діяч мистецтв РРФСР (1940).

## Біографічні відомості
Олександр закінчив Харківське реальне училище, навчався на біологічному факультеті Брюссельського університету. У 1895 вступив до Московського філармонійного училища у драматичний клас Немировича-Данченка. Як актор дебютував у МХТ (1898), з 1901 — викладач філармонійного училища. У 1917 здійснив першу постановку п'єси М. Горького «Діти сонця», виконав головну роль ученого Протасова (у першому варіанті п'єси автор дав йому прізвище Загаров). З 1917 по 1921 роки працював в Україні. З 28 листопада 1918 року очолював перший український театр незалежної України — Державний драматичний театр, який здійснив постановку майже всіх п'єс Лесі Українки. У 1919 році — головний режисер Першого державного драматичного театру ім. Т. Г. Шевченка. У 1920—1921 роках — професор Київського музично-драматичного інституту ім. М. В. Лисенка, автор книги «Мистецтво актора». У листопаді 1921 у Львові у театрі товариства «Українська бесіда» відбулася прем'єра сімейно-психологічної драми «Закон» В. Винниченка, Режисер — О. Загаров; в головній ролі — М. Морська (дружина Олександра Леонідовича). У 1921−1927 перебуває в еміграції. Керував Львівським театром «Руська бесіда» та Ужгородським театром «Просвіти», викладав у Львівській драматичній школі, публікував листи на захист української мови у Західній Україні. У 1924 році зіграв роль українського селянина у німецькому фільмі «Золотий вовк». У 1926 повернувся в Україну, працював у Дніпропетровську. У 1924—1941 — у театрах РРФСР.
Заслужений діяч мистецтв РРФСР (1940).
Один із засновників Донецького драматичного театру.
Постановки («Сон», «Ян Гус», «Тополя»); ролі у виставах («Гайдамаки», «На дні»).

## Фільмографія
Грав Івана у кінокартині «Золотий вовк» (1924, «Карпатфільм»).